# Ratinger Straße
Die Ratinger Straße in der Düsseldorfer Altstadt ist eine der ältesten Straßen der Stadt und stammt aus dem 14. Jahrhundert. Die Straße spielte in der Düsseldorfer Stadtgeschichte eine bedeutende Rolle. Seit ihrer Entstehung ist die Ratinger Straße ein Treffpunkt unterschiedlicher Institutionen und Milieus. In der Nähe zur Stiftskirche St. Lambertus entstand hier das erste Hospital der jungen Stadt. Zwischen 1470 und 1544 lag das Rathaus auf der Ratinger Straße. Die Kreuzherren und Coelestinerinnen errichteten Klöster und Kirchen. Einige der zahlreichen Gaststätten sind Treffpunkt der Lehrer und Studenten der nahe gelegenen Kunstakademie. Der Ratinger Hof war einer der Entstehungsorte des frühen Punk in Deutschland. Die Straße ist heute, neben der Bolkerstraße, eine der beliebten Vergnügungsmeilen der Düsseldorfer Altstadt. Auf Düsseldorfer Platt heißt die Straße „De Retematäng“. Die zahlreichen Besucher nennen sie oft einfach nur „Die Ratinger“.

## Verlauf
Die nur 300 Meter lange Straße verläuft in Verlängerung der Altestadt von Nordwesten nach Südosten von der Ecke Ursulinengasse bzw. Liefergasse in Richtung Heinrich-Heine-Allee.

## Geschichte

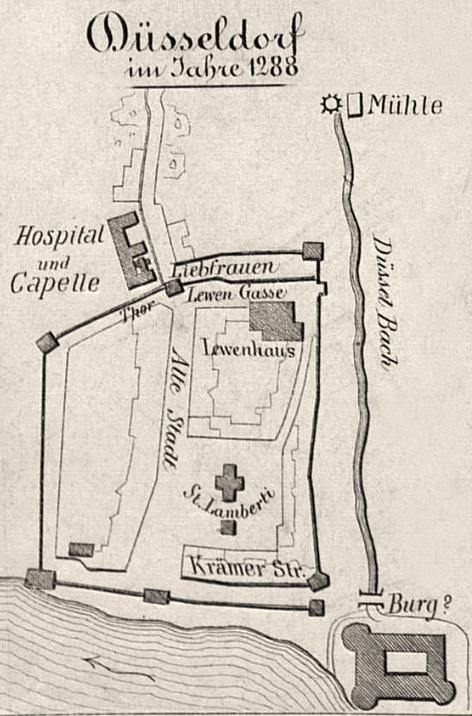
Liebfrauentor, Kapelle und Hospital

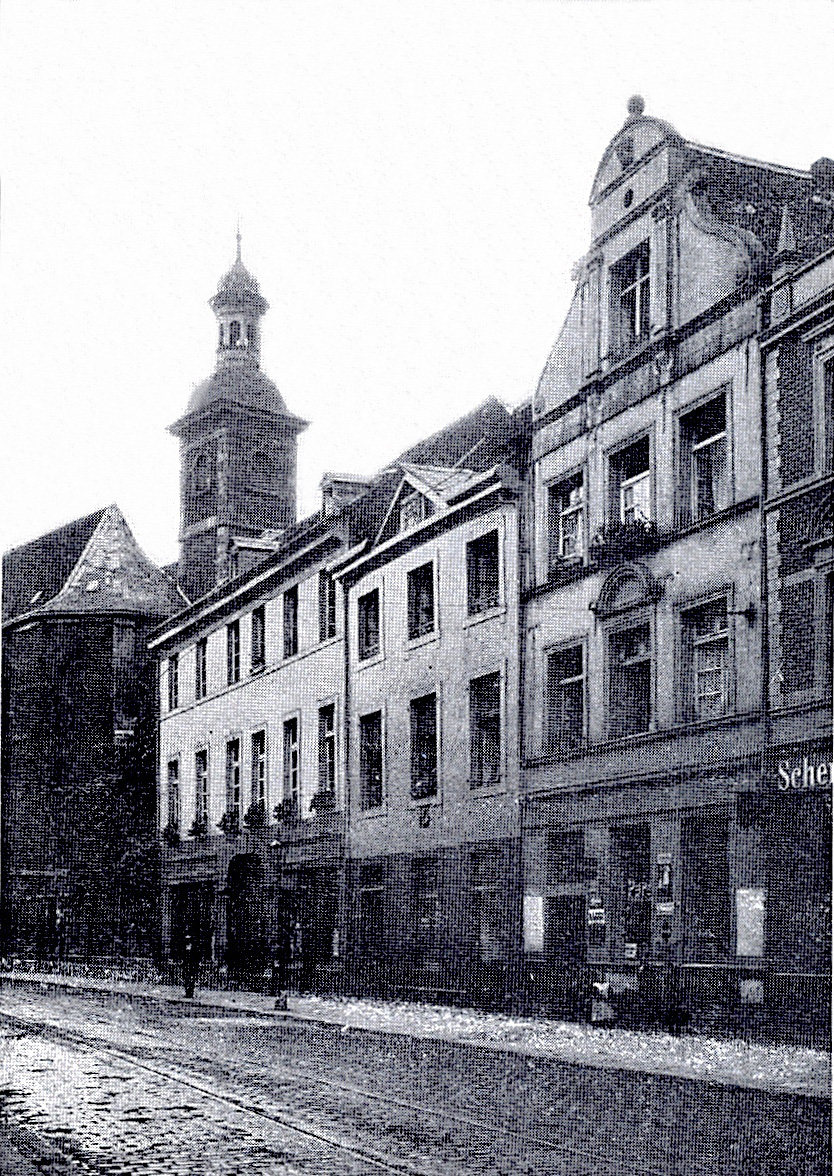
Ratinger Straße, Häuser Nr. 6 und 8 sowie Kreuzherrenkirche

Zur Zeit der Stadtgründung im Jahr 1288 war Düsseldorf kaum mehr als ein umwalltes Dorf. Im Laufe der Zeit wuchs die bescheidene Siedlung über ihre erste Stadtmauer hinaus. Im Osten bildete sich hinter dem „Liebfrauentor“, das im Schnittpunkt der Liefergasse (vormals Lewen Gasse) und Ursulinengasse lag, eine kleine Vorstadt einschließlich einer Durchgangsstraße. Diese zunächst außerhalb der Stadtmauern gelegene Straße „achter [hinter] der Mauer am Pulverthurm“ wurde im Rahmen der ersten Stadterweiterung 1384 in den erweiterten Verteidigungswall einbezogen. Die nach Osten um etwa 300 Meter verlängerte Straße endete am ersten Ratinger Tor. Dieses Tor war in der Stadtmauer im Bereich zwischen Mühlengasse und Ratinger Mauer angeordnet. Allerdings wurde mindestens bis 1663 auch dieser Teil der Straße noch Altestadt genannt. Sie war der östliche Abschluss des innerstädtischen Teils der Verbindungs- und Handelsstraße, die vom Rhein nach Ratingen führte. Von dieser Handelsstraße leitet sich der Name der Ratinger Straße ab. Später endete die Altestadt wieder im Bereich der Kreuzung Ursulinengasse/Liefergasse und wurde ab dort Ratinger Straße genannt. 1738 wurde nachweislich bereits ab Kreuzherrenkirche dieser neue Namen verwendet.
Am Ausgang des 19. Jahrhunderts gehörte die Ratinger Straße nicht zu den Straßen, in denen die besseren Leute wohnten oder auch nur verkehrten. Über die schon im 16. Jahrhundert errichtete Neue Stadtbrücke, die die damals noch nicht unterirdisch verlaufende Düssel überquerte, war die sogenannte Neustadt erschlossen worden. Seitdem waren die höheren Stände aus den engen Gassen der Altstadt in Richtung Carlsplatz, Citadell- und Flinger Straße abgewandert. Das gesellschaftliche Leben spielte sich wahrlich nicht in den Kneipen auf der Ratinger Straße ab. Diese waren den Rheinkadetten, den Tagelöhnern und den mehr oder weniger obdachlosen Herumtreibern überlassen und es wurde Bier und Schabau getrunken.

## Bebauung

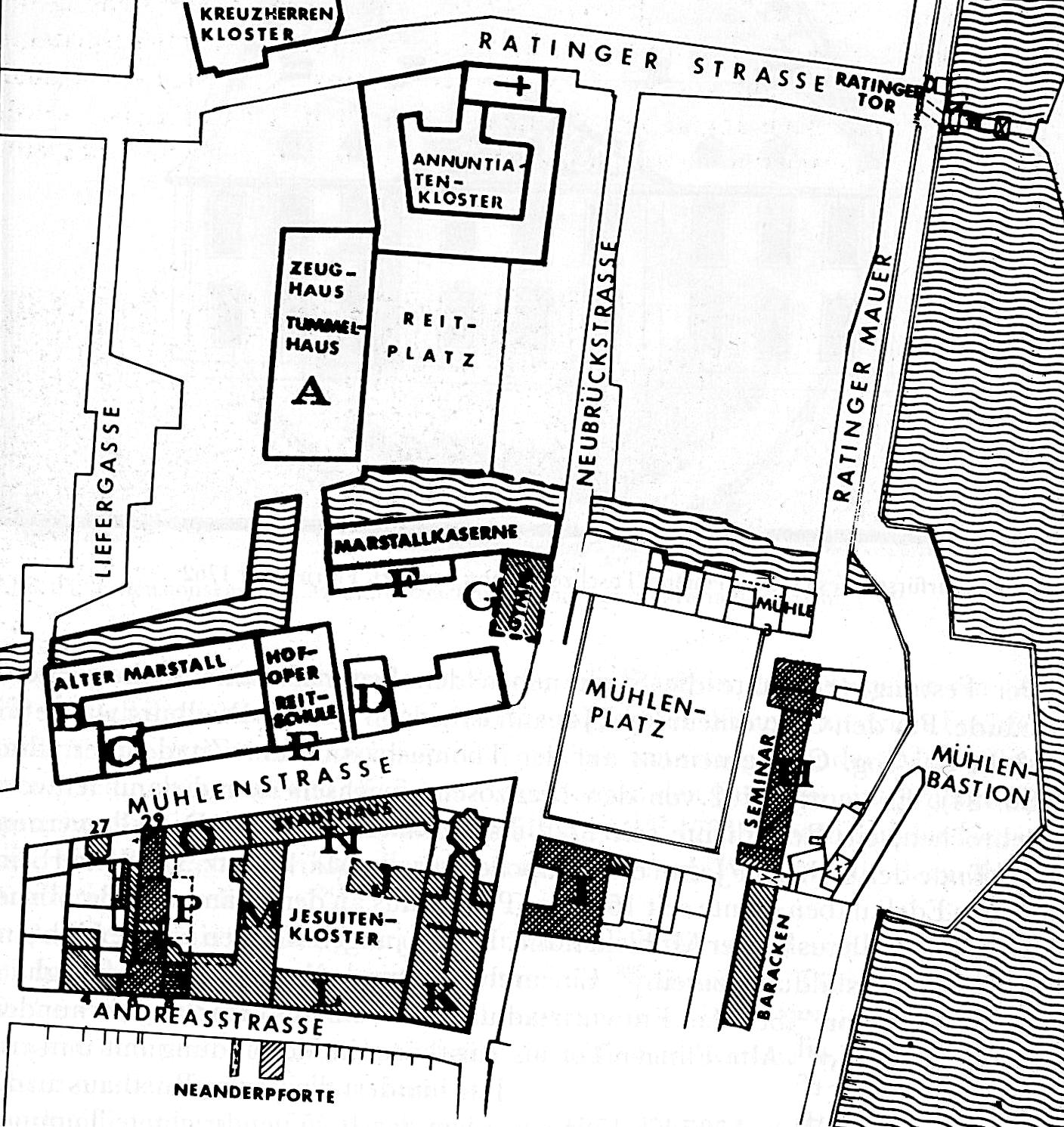

Bereits um 950 soll am Standort der heutigen Kreuzherrenkirche eine Marienkapelle gestanden haben. Für die Pilger, die die Kapelle besuchten, wurde im 12. Jahrhundert eine Herberge, das St. Anna-Hospital, errichtet, in dem auch kranke Pilger betreut wurden. In einer Urkunde von 1355 wird diese Gasthofvikarie angeführt. Die Kapelle wurde 1399 renoviert. Den 1438 herbeigerufenen Kreuzherren auch Kreuzbrüder genannt, wurde die Betreuung von Kapelle und Herberge übertragen. Von 1440 bis etwa 1480 wurden Kreuzherrenkirche und die Klostergebäude errichtet.
1642 kauften die von der herzoglichen Familie aus Köln gerufenen Nonnen der Cölestinerinnen die Häuser Nr. 9, 11 und 13. Aber erst von 1688 bis 1691 wurden dort die Klostergebäude errichtet. 1696 wurde auf dem Grundstück Nr. 15 der Grundstein zur Klosterkirche gelegt und am 27. Dezember 1701 diese Kirche eingeweiht. Am 7. Oktober 1794 wurde sowohl das Kloster wie auch die zugehörige Kirche durch einen Großbrand nach Kanonenbeschuss stark beschädigt. Die Grundstücke mit den Ruinen, 1803 säkularisiert, wurden Anfang des 19. Jahrhunderts versteigert, und erst danach wurden die Gebäude erneuert oder neu errichtet und dienten im 19. Jahrhundert als städtisches Pflegehaus (Armen-Versorgungsanstalt). Durch die Säkularisation 1803 wurden die Liegenschaften der Kreuzbrüder enteignet und die Kirche danach längere Zeit als Magazingebäude verwendet.
Bis ins 17. Jahrhundert lässt sich zurückverfolgen, dass eine Reihe von Häusern der Ratinger Straße Namen tragen, die sich zum Teil bis heute erhalten haben.

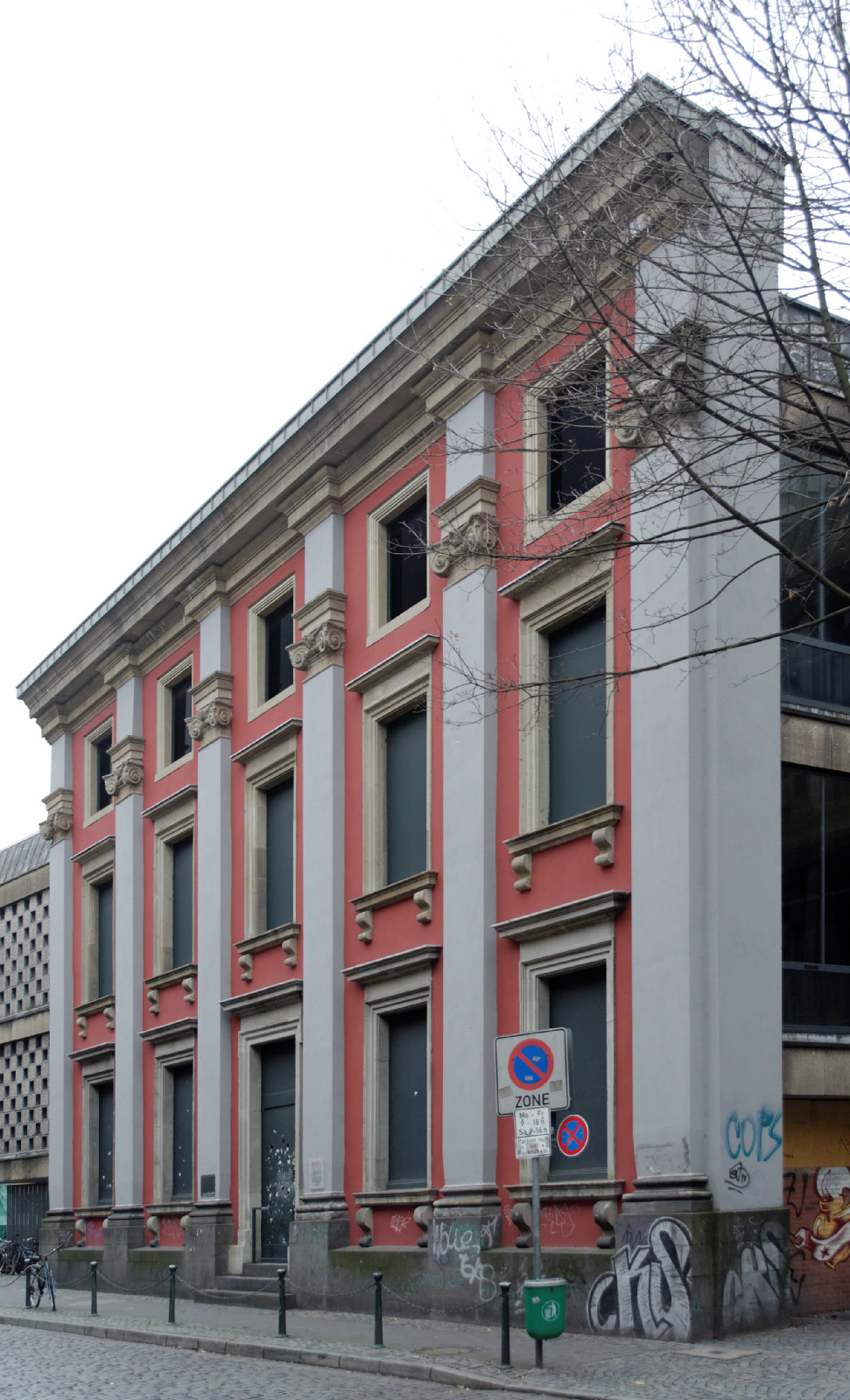
Erhaltene Fassade des Palais Spinrath

Unter der Bezeichnung Der Waldecksche Hof war im 18. Jahrhundert das Haus Nr. 1 zeitweise ein Gasthof.

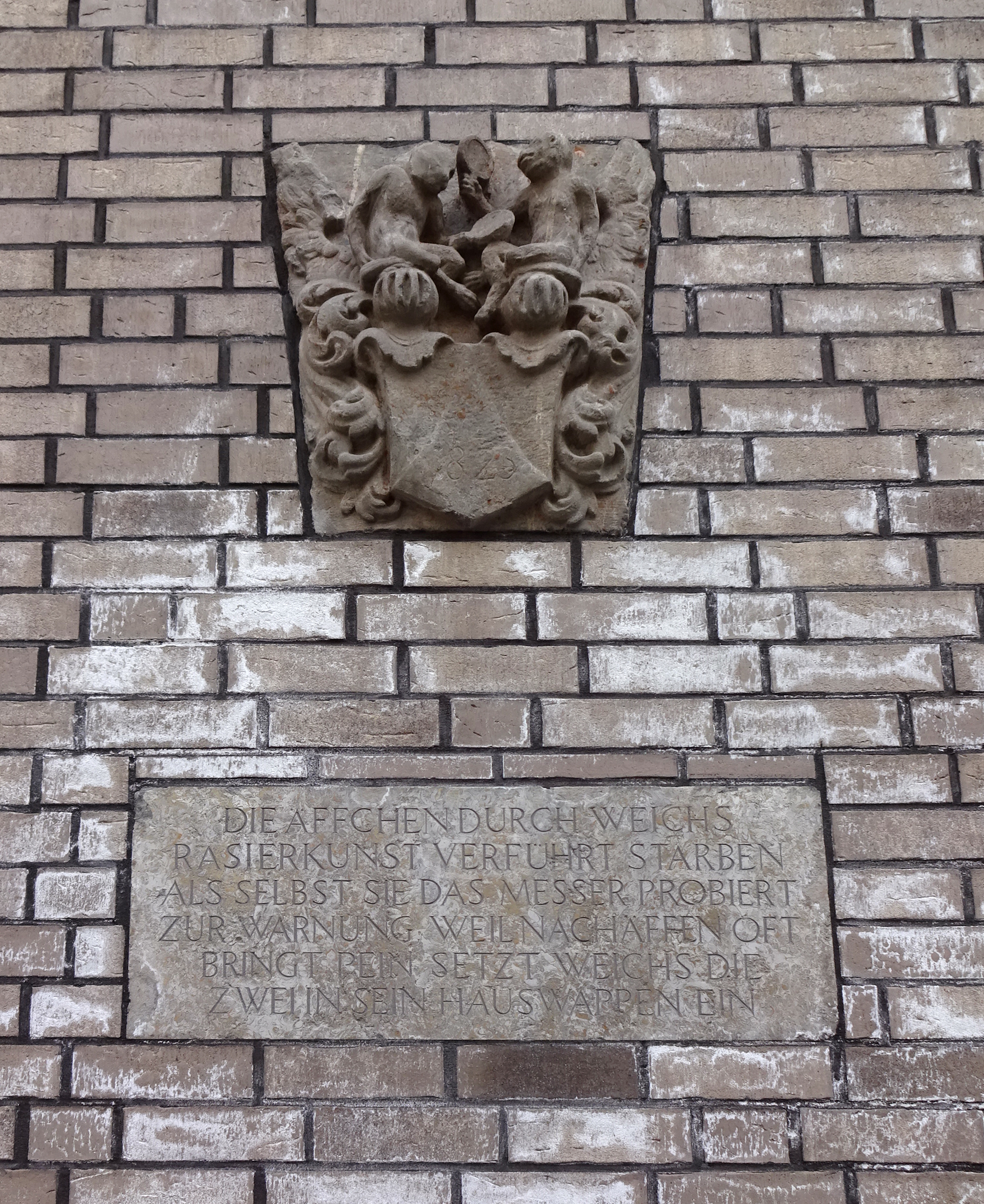
Wappen der Nachkommen von Weichs zur Wenne, Liefergasse (2018)

Das ehemalige Haus Nr. 3 von 1632, welches mit dem Bouverot’schen Haus Liefergasse Nr. 22 eine Einheit bildete, gelangte durch Schenkung Jan Wellems an den Freiherrn von Weichs, dessen Wappen mit zwei Affen sich an der Stelle der dort ehemaligen Toreinfahrt befindet. Die oft genannte Familie von Eugen Bouverot verkaufte das Haus im Jahre 1883 an einen Wirt Meyer. Von 1852 bis zum Winter 1865/1866 hatten die Mitglieder des Künstlervereins Malkasten hier ihr Winterlokal, bevor sie in das Malkasten-Haus einziehen konnten. Die Gaststätte hatte in der ersten Etage einen großen Raum. Diesen hatten die Malerschüler umgebaut und mit einer Bühne und Wandgemälden versehen. Zahlreich überlieferte Theaterstücke aus den Jahren 1852 bis 1865 wurden auf der von Fritz Gerhard gestalteten Bühne aufgeführt. In der Mitte des 19. Jahrhunderts waren die Vereinsräume des Künstlervereins Malkasten das Zentrum des gesellschaftlichen Lebens der Düsseldorfer Malerschule, deren Vertreter „aus allen Weltgegenden“ kamen und ein internationales kreatives Milieu bildeten.
Unter dem Wirt Heinrich Hansen, um 1900 Eigentümer des Gebäudes und ab 1911 eines dortigen Neubaus, wurde die Kneipe zum „Hansens Penn“. Zu dem gemischten Publikum, welches die Abende in dem Schankraum verbrachte, kamen immer mehr Tagelöhner und Obdachlose hinzu. Diese durften sogar dort übernachten, aber nur im Stehen, darunter Anfang der 1920er Jahre Max Schmeling.
Die Häuser Nr. 9, 11 und 13, vormals im Besitz adeliger Hofbeamter, wurden im 17. Jahrhundert Sitz des Annuntiaten-Cölestiner-Klosters (zerstört 1794). Der Besitz der tief hineinliegenden Grundstücke reichte bis zum Reitplatz an der Düssel, neben dem Zeughaus und Tummelhaus Jan Wellems standen. Das Tummelhaus war 1636 erbaut worden und lag auf dem Grund des damaligen Präsidialgebäudes, welches an der Mühlenstraße lag. Der Eingang zum Tummelhaus befand sich in der Ratinger Straße und führte durch das Tor der ehemaligen evangelischen Freischule für Mädchen und Jungen der untersten Klassen (Hauptlehrer Julius Baselmann (1810–1872)) im Bürgerhaus Nr. 9. Hier hatte die neu gegründete evangelische Schule für höhere Töchter, die Luisen-Schule, ab 1837 für drei Jahre ihre Schulräume. Das ehemalige Kloster wurde zum Städtischen Kinder-Pflegehaus umgewandelt. Anfang des 20. Jahrhunderts auch „Anstalt für verlassene und verwahrloste Kinder“ genannt, stand es bis zur Auflösung 1920 unter der ärztlichen Leitung von Arthur Schloßmann. Haus Nr. 11 und 13 war von 1862 bis 1883 Sitz der ersten Düsseldorfer Spezialklinik für Augenheilkunde unter der Leitung Albert Moorens gewesen.
Das als Fassade erhaltene Haus Nr. 15 ist das barocke Palais Spinrath. Ursprünglich stand hier die vom venezianischen Architekten Matteo Alberti erbaute Klosterkirche der Cölestinerinnen. Zu Beginn des 19. Jahrhunderts hatte der Architekt Adolph von Vagedes das Gebäude zu einem frühklassizistischen Wohnhaus umgebaut. In dem Stammhaus der Galerie J. L. Spinrath hatte von 1825 bis 1859 die Lithographische Anstalt Arnz & Comp. ihren Sitz. Die denkmalgeschützte Fassade, welche alle Kriege und Abrisse überlebt hatte, wurde in den Baukomplex des ehemaligen Landgerichts, heute Andreasquartier, integriert.
Vor 1945 standen auf den Grundstücken mit ungerader Nr. 23–41 heute nicht mehr vorhandene einzelne Häuser. Folgende Häusernamen sind hierfür aus dem 17. Jahrhundert überliefert: Nr. 25 Zum Rad (von Aventuer), Nr. 27 Zur (goldenen) Traube, Nr. 29 Of der Warden, Nr. 31 Im roten Laken, Nr. 33 Zum blauen Schaaf, Nr. 35 Zur goldenen Schier, Nr. 37 Zum grünen Wald, Nr. 39 Die Landkrone, welche Anfang des 20. Jahrhunderts die Schenkwirtschaft Wilh. Laufs war, und Nr. 41 Haus Derendorf. Noch nach 1945 stand der Brauerei und Gaststätte Im Füchschen gegenüber ein schmales Wohnhaus mit einer der ältesten Kneipen der Ratinger Straße, dem En de Retematäng. 1991 wurde das En de Retematäng für immer dicht gemacht. Dann kam der Abriss.
Die Grundstücke wurden zusammengelegt und zu Beginn des 21. Jahrhunderts unter der Hausnummer 25 ein Gebäudekomplex errichtet. In diesem neuen Gebäude befinden sich jetzt das Schlager Café und der große Henkel-Saal. Brauchtum und die Düsseldorfer Jonges benutzen diese für Versammlungen und Veranstaltungen. Die Lokalitäten sind Nachfolger für den um 1990 abgerissenen ehemaligen Brauereiausschank Schlösser mit Bürgersaal auf der Altestadt.
Im Haus Nr. 45, einem gewöhnlichen Haus, das in das Bild der Düsseldorfer Altstadt gehörte und nicht mehr steht, verstarb 1840 der Dichter Karl Immermann, und die Galeristin Johanna Ey hatte sich hier vor dem Ersten Weltkrieg eine Backwarenhandlung eingerichtet.
Das jetzige Haus Nr. 6 wurde 1470 gebaut. Bis etwa 1544 wurde es als Bürgerhaus (Rathaus) verwendet. Anfang des 16. Jahrhunderts wurde es an Johann von Berck verkauft. Von diesem oder seinen Erben wurde unter dem Namen Dem Schwarzenhorn. ein Gast- oder Weinhaus eingerichtet. Im Giebel des Gebäudes wurde neben dem herzoglichen Wappen ein schwarzes Hüfthorn angezeigt. Diese sind heute durch ein Relief mit einem Löwenkopf ersetzt. Das Haus war nachweislich bis zum 13. Mai 1639 im Besitz der Familie von Berck. Auch danach wurde ein Gasthof von den neuen Eigentümern bis mindestens Ende des 19. Jahrhunderts in dem Gebäude weiter betrieben. Für 1774 ist ein veränderter Name Zum schwarzen Horn überliefert.
Nr. 10 war zunächst ein namenloses Haus, weil herrschaftlich bewohnt. Seit dem 17. Jahrhundert lebte hier die Familie Redinghoven. Ab 1762 wurde in demselben eine Gastwirtschaft unter dem Namen „Kaiserlicher Hof“ eingerichtet. Unter dieser Adresse etablierte sich ab den 1970er Jahren der Ratinger Hof.

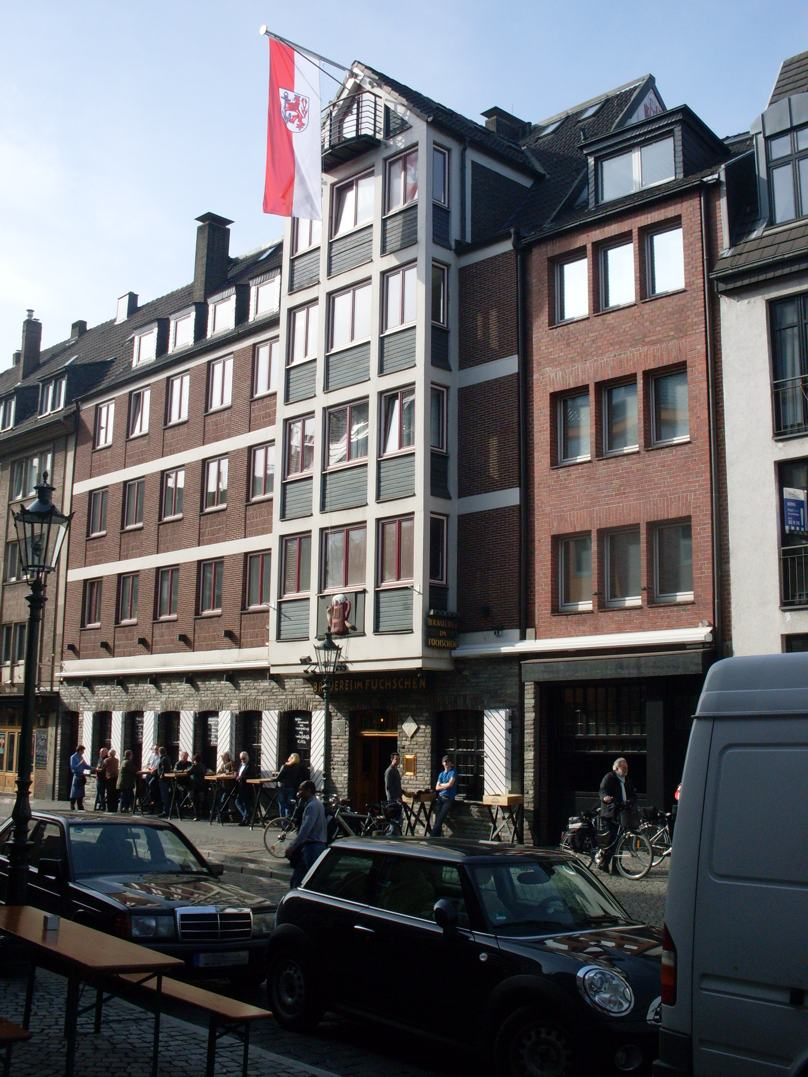
Brauerei im Füchschen, anstelle der Brauerei „Zum jungen Bären“

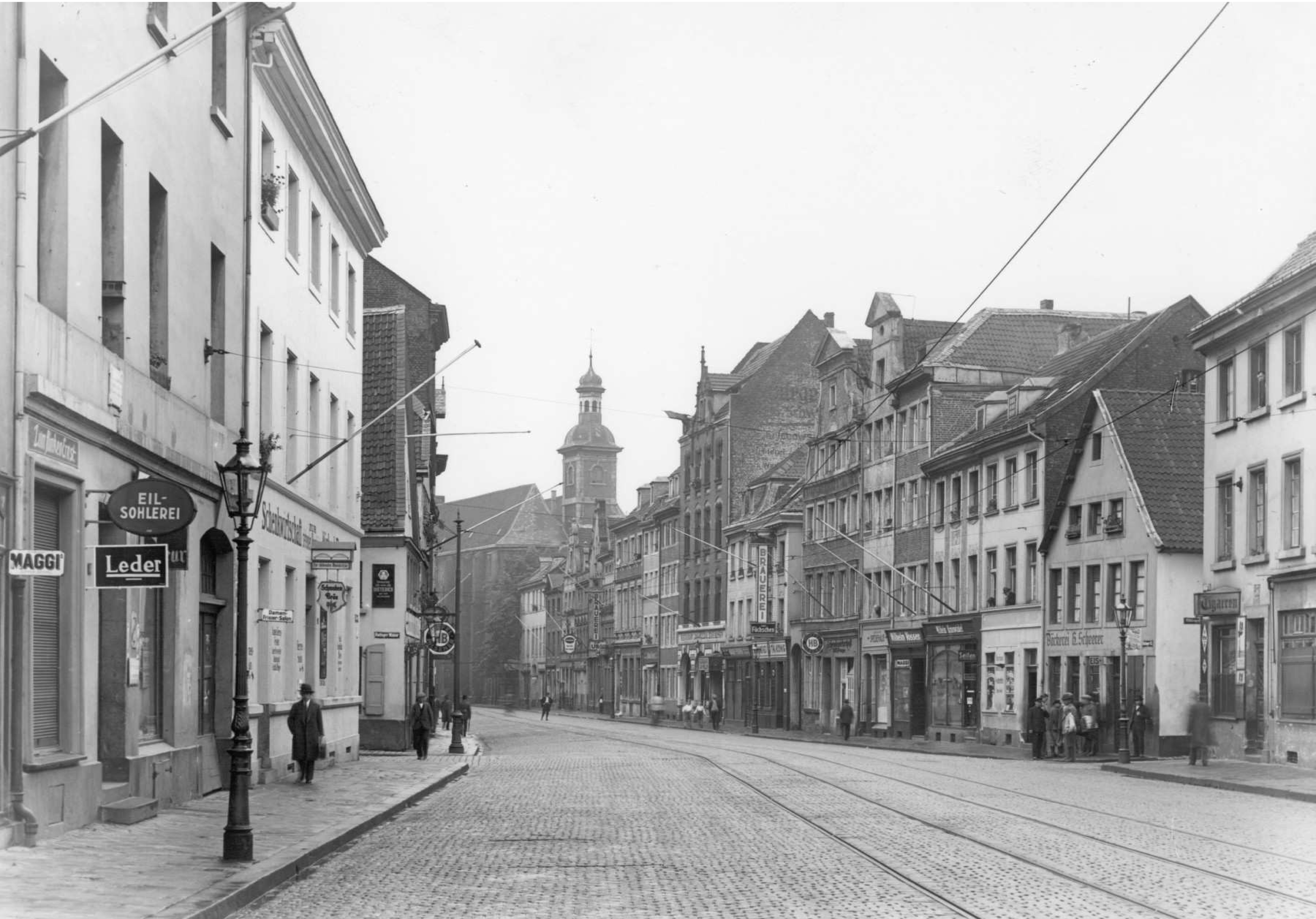
Ratinger Straße (1920)

Das Haus Nr. 16 ist zunächst um 1630 als Im Falken bekannt. Später verlor es diesen Namen dadurch, dass man es anlässlich eines mit Eulen reich ausstaffierten Zimmers In der Url, später Uehl, benannte. Hier kamen im Hinterzimmer „die Uelen“, gegründet um 1879, ein Bund von jungen Beamten, Kaufleuten, Künstlern und Offizieren, zusammen, und die Vereinigung von jungen Künstlern der Kunstakademie, welche sich Tartarus nannte, hatte hier 1886 ihren Ursprung. Im Frühjahr 1880, am 7. Mai, wurde der Düsseldorfer Ruderverein 1880 gegründet. Heimstatt wurde die Gaststätte „Uel“ auf der Ratinger Straße. Bis heute befindet sich hier der Gasthof Zur Uel, der früher auch eine Gasthofbrauerei war.

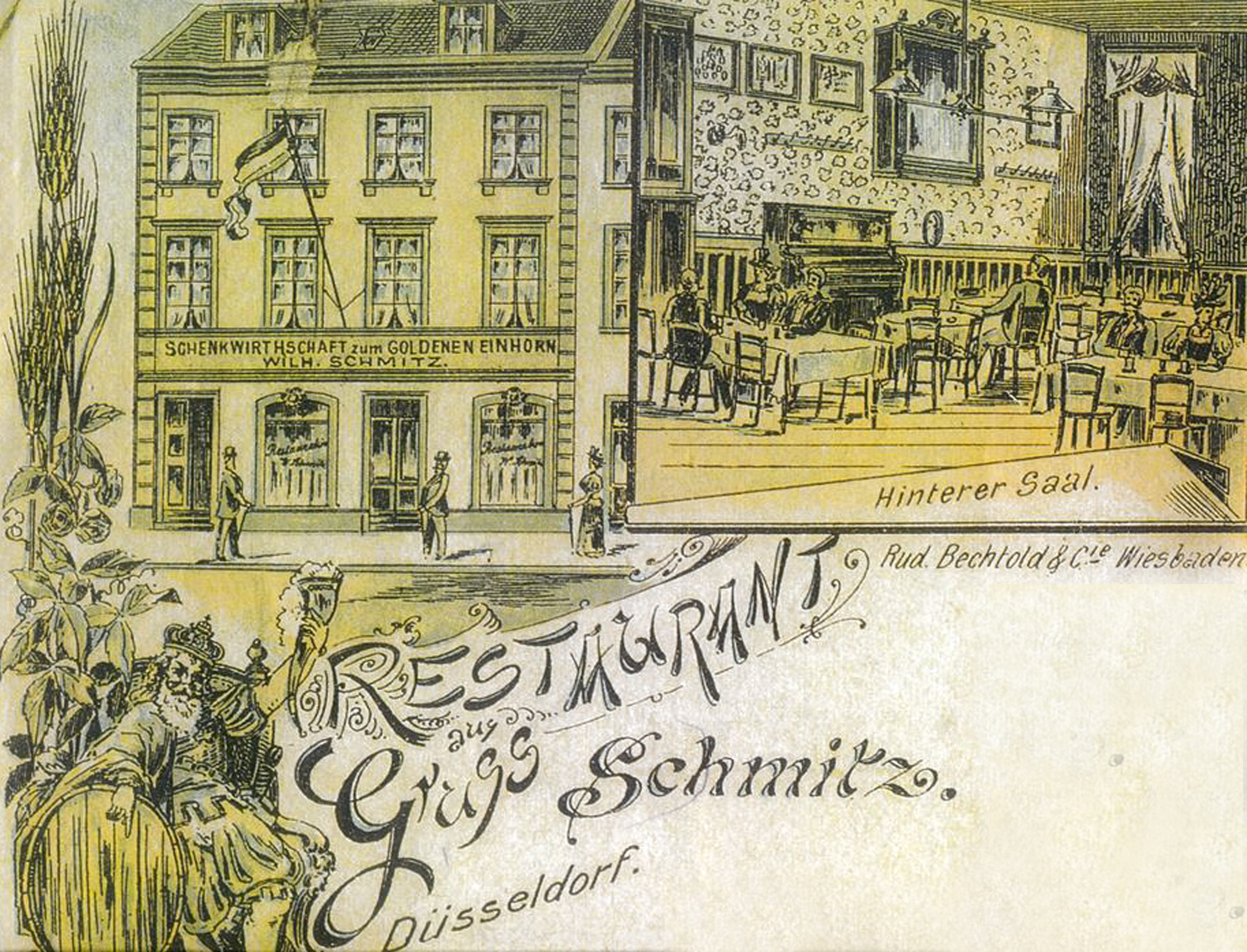
Restaurant Zum goldenen Einhorn, 1895

Das Haus Nr. 18 ist ebenfalls seit dieser Zeit als Zum goldenen Einhorn bekannt. 1738 war es im Besitz des Hofbaumeisters Johann Heinrich Nosthofen, der es neu erbauen ließ. 1794 wurde es durch französische Truppen zerstört, aber vier Jahre später in jetziger Form wieder aufgebaut und später zeitweise vom Regierungsrath Friedrich Adolf Klüber und dem General von Briesen bewohnt. Heute findet sich hier die Gaststätte gleichen Namens.
Mindestens seit 1640 ist für das Grundstück Nr. 28, auf dem sich heute die Brauerei und Gaststätte im Füchschen befindet, der Name Im Füchschen bekannt. Das Haus Nr. 30 mit der ehemaligen Brauerei „Zum jungen Bären“, der im 19. Jahrhundert vielgenannte „Bumskeller“, wurde später in die Brauerei Im Füchschen integriert. Das Grundstück geht bis zur Ritterstraße Haus Nr. 41 durch, wo sich die Auslieferung befindet.
Das Haus Nr. 42 an der Ecke zum Mühlengässchen wurde „Zur Windmühle“ genannt. Das Windmühlen-Emblem an der Fassade über den Schaufenstern des Ladenlokals (heutige Anschrift Mühlengasse 10) an der Ratinger Straße erinnert bis heute an die Windmühle des alten Ratinger Tors, welche sich an den Mühlenwall hinter dem Mühlengässchen anschloss.
Auf dem Grundstück hinter dem Mühlengässchen und der ehemaligen Mauer steht heute unter der Nr. 50 das Parkhaus an der Ecke zur Heinrich-Heine-Allee. Mitte des 19. Jahrhunderts befand sich hier die sogenannte „Villa New York“ des Unternehmers und Kommerzienrat Gustav Adolf Scheidt. Er hatte in Amerika ein Vermögen gemacht und hielt inmitten der Altstadt auf seinem Grundstück exotische Tiere. Mit einer großzügigen Spende an den Tierschutzverein Fauna hatte er einen wesentlichen Anteil an der Erhaltung und der Gründung des Zoologischen Gartens, welcher so in den Besitz der Stadt Düsseldorf überging. Nach Scheidt's Tod im Jahre 1908 wurde die „Villa New York“ Sitz der 1896 gegründeten Rheinischen Bahngesellschaft.
Am 17. September 2018 enthüllte HA Schult sein Kunstwerk Wall of Freedom an der Ecke zur Neubrückstraße.

## De Retematäng

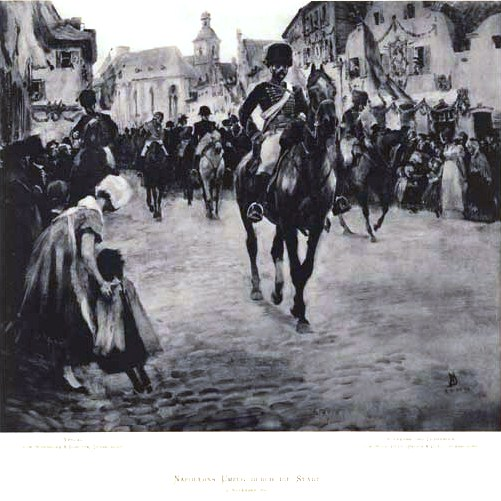
Einzug Napoleons auf der Ratinger Straße in Düsseldorf anno 1811, Gemälde von Wilhelm Schreuer

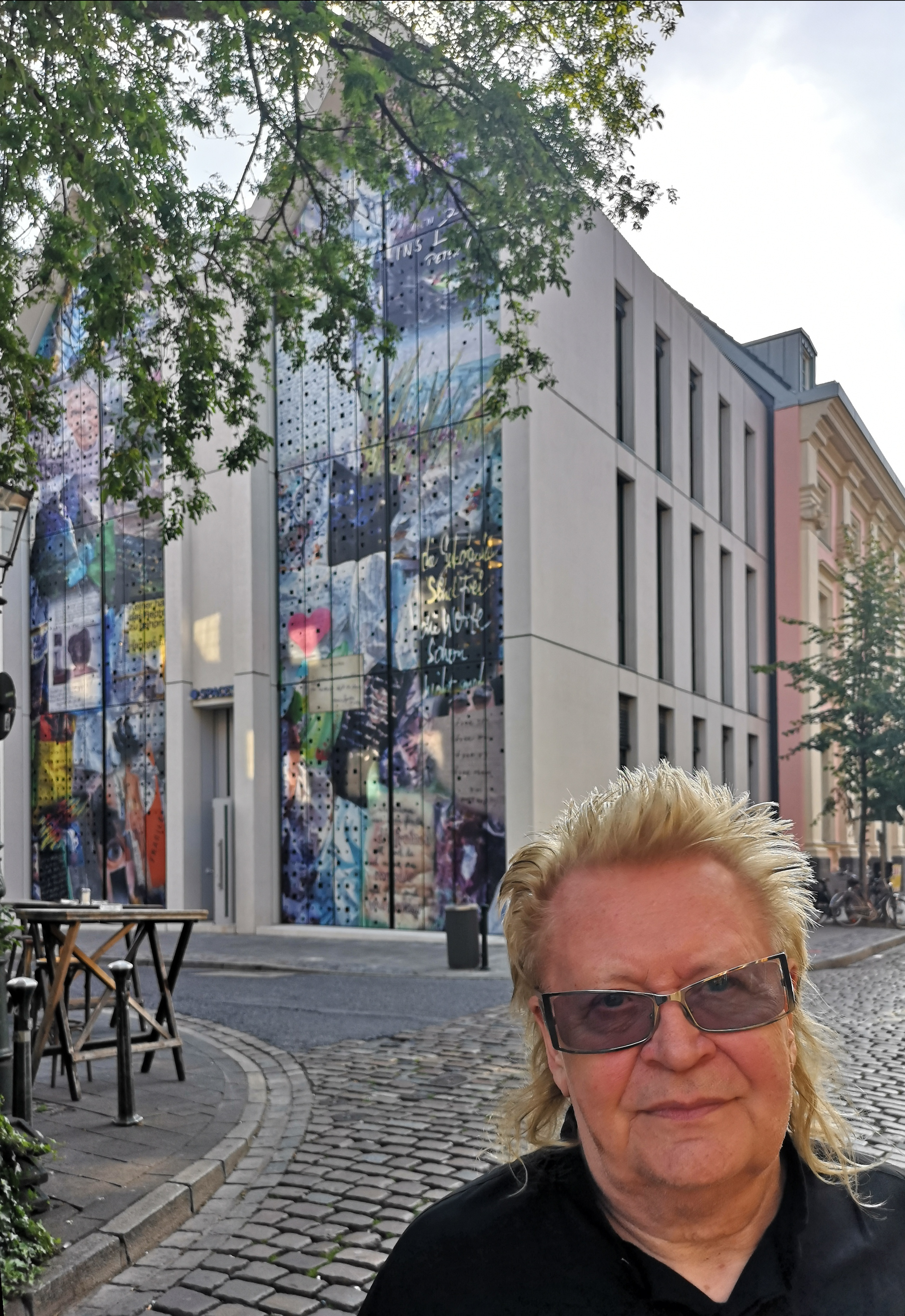
HA Schult (2018), Wall of Freedom

Alteingesessenen Düsseldorfern ist die von jungen Leuten nur kurz „Ratinger“ genannte Straße als „De Retematäng“ bekannt. Die Herkunft und Bedeutung von „Retematäng“ liegt im Dunkeln. Es haben sich verschiedene volkstümliche Erklärungen gebildet, gemäß derer es sich im Wesentlichen um Verballhornungen des Straßennamens durch dort ansässige italienische Gipser oder französische Soldaten aus der Besatzungszeit handele. Das Düsseldorfer Altstadtoriginal und erster Nachkriegs-Hoppeditz Jupp Schäfers erklärte sich die Entstehung des Begriffs durch einen angeblichen Ausspruch Napoleons beim Besuch des Großherzogtums Berg im November 1811. Demnach sei dieser bei seinem frühmorgendlichen Einzug nach Düsseldorf überrascht gewesen, auf der Ratinger Straße über 20 offene Gastwirtschaften vorgefunden zu haben und habe „Rue du Matin“ (Straße des Morgens) ausgerufen. Die des Französischen nicht mächtigen Düsseldorfer hätten „Retematäng“ verstanden.

„Als damals, achtzehnhundertzwölf erum, dä Franzosekaiser Napolium, fröhmorjens, met Mann on Ross on Ware, koom dörch die Ratingerstroß jefahre, do hadden schonn zwanzig Wirtschafte op. Dat wollt’ so ’nem Jrenadier nit en d’r Kopp. Hä klatschten bejeistert en de Häng [Hände] – On reef op französisch: ‚Rue de Matäng‘! [Straße des Morgens] – on so ö paar Blare, zwesche die Päds on zwesche die Ware, frochten neujierisch demm Kniepmeiers Schäng: ‚Wat hät dä jesaht?‘ Do säht dä: ‚Retematäng‘.“

Mit seinem Lied „Mer sind us de Aldestadt“ setzte Jupp Schäfers, mit dem Refrain „Mir sin us de alde Stadt, us de Retematäng. Mir spreche richtig Platt on loope op de Häng“, der Straße auf Düsseldorfer Platt ein musikalisches Denkmal.

## Restaurationen
- → Hauptartikel: Ratinger HofDer „Ratinger Hof“, Ratinger Straße 10, war in den 1970er und frühen 1980er Jahre eine Künstlerkneipe und wurde für einige Jahre zum Szenetreffpunkt der Undergroundkultur in Deutschland. Die Lokalität wird häufig als Geburtsort des deutschen Punks angesehen. Im inzwischen neu erbauten, schlichtem Gebäude mit metallener Außenoptik des Ratinger Hofes wird, mit Stand 2025, dort wieder Musik gemacht.
- → Hauptartikel: Brauerei im FüchschenMindestens seit 1640 ist für das Grundstück Ratinger Straße Nr. 28, auf dem sich heute die Brauerei und Gaststätte „Im Füchschen“ befindet, der Name Im Füchschen bekannt. Die Brauerei ist der Namensgeber des hauseigenen Altbiers Füchschen Alt. Das Unternehmen, im Jahr 2025 in vierter Generation, ist ein fester Bestandteil des Düsseldorfer Brauchtums. In ihren Räumen findet ein umfangreiches Veranstaltungsprogramm statt, insbesondere zur Zeit des Karnevals.
- Im April 2025 eröffnete Franz Leibinger im Haus Nr. 25 das „Schlager Café“, eine äußerst aufwändig gestaltete, in der Art in Deutschland bisher einmalige Location im Stil der amerikanischen Hard Rock Cafes. Bei Bedarf zu öffnende Trennwände können das Café mit dem benachbarten Henkel-Saal verbinden. Das Schlager Café ist mit zahlreichen Devotionalien und goldenen Schallplatten deutscher Schlagerstars dekoriert. Viele kleinere und auch größere Veranstaltungen sollen das Café zur ständigen Fan-Anlaufstelle Nummer eins der Musikrichtung machen.[43]

Schlager Café
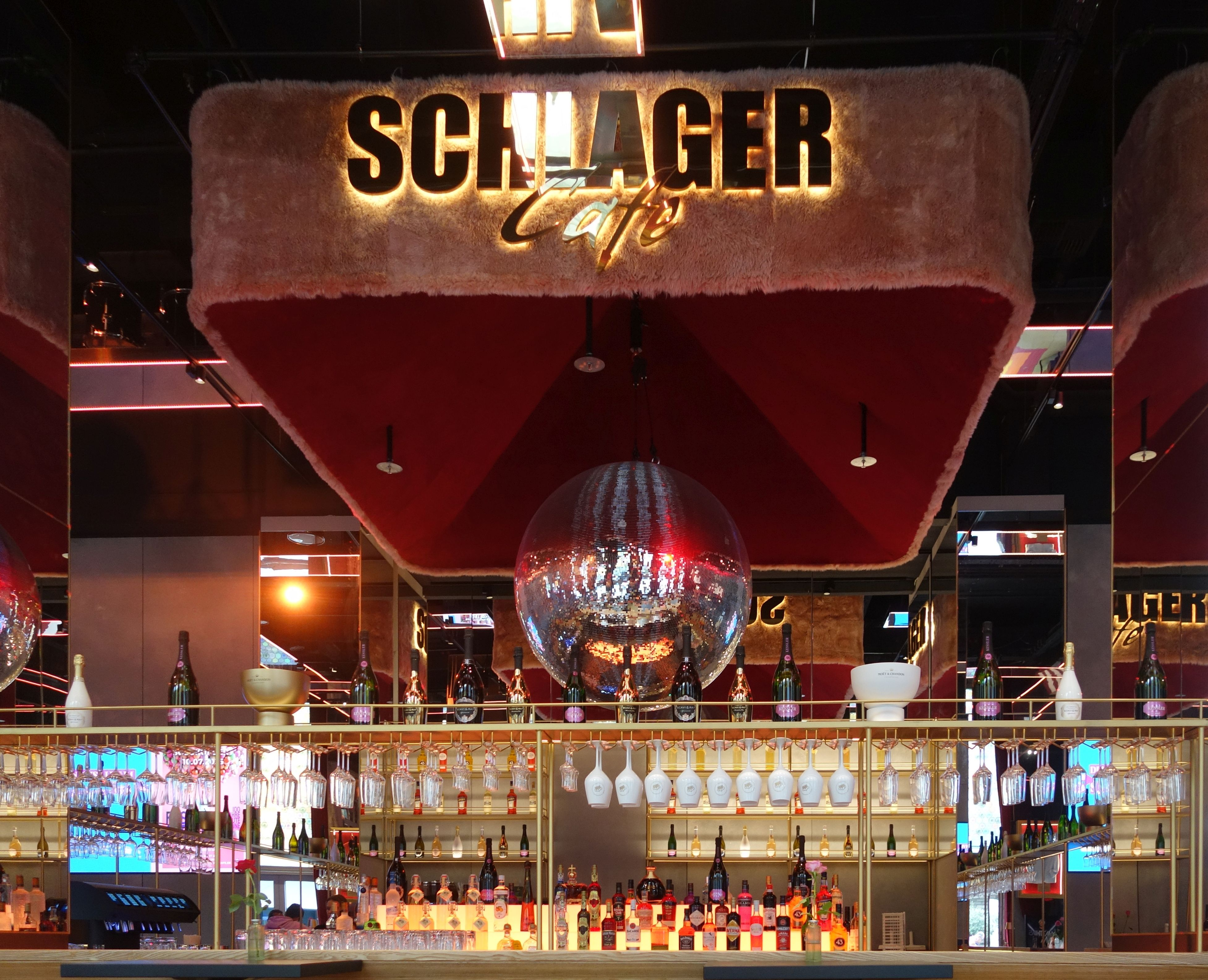
Bar
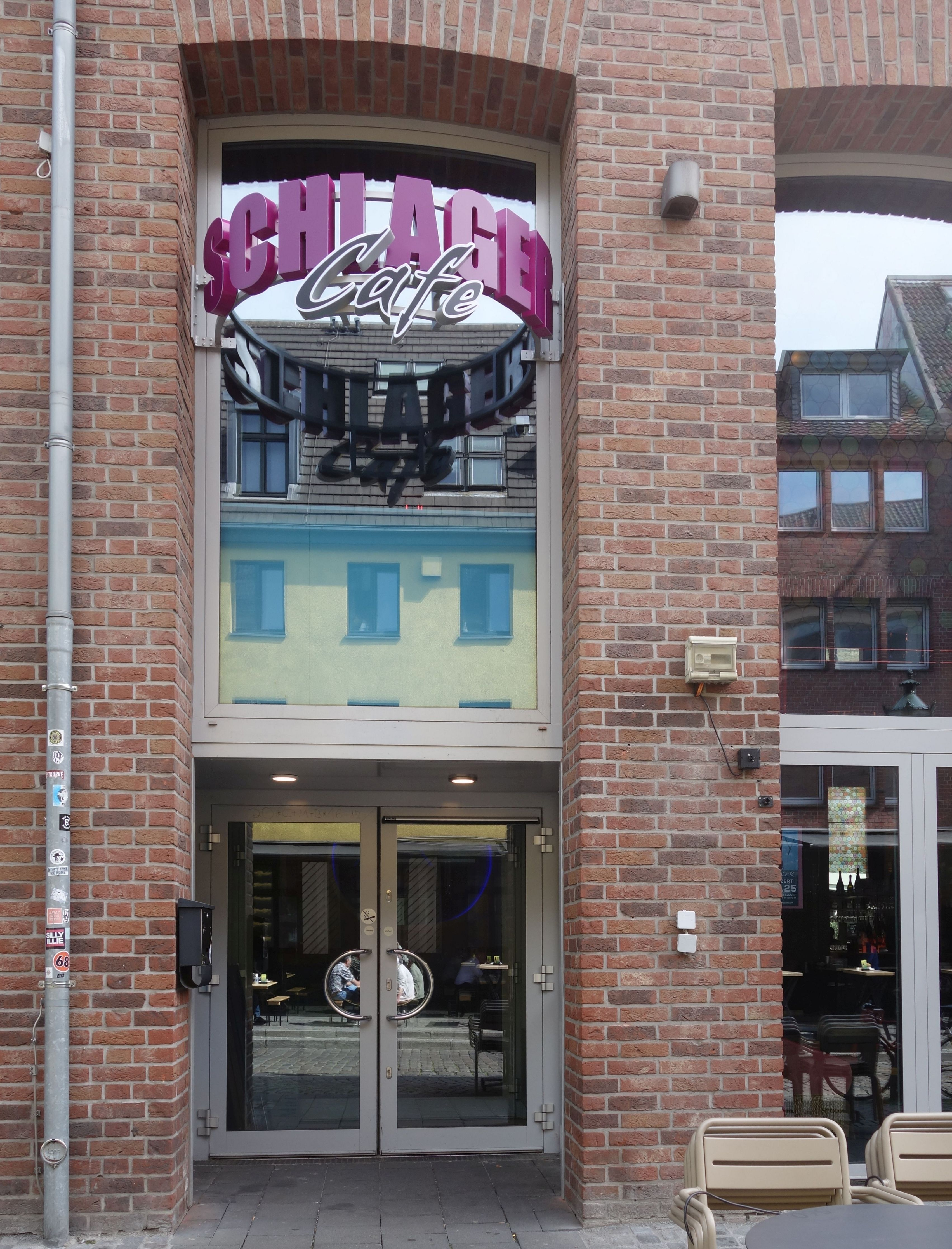
Eingang
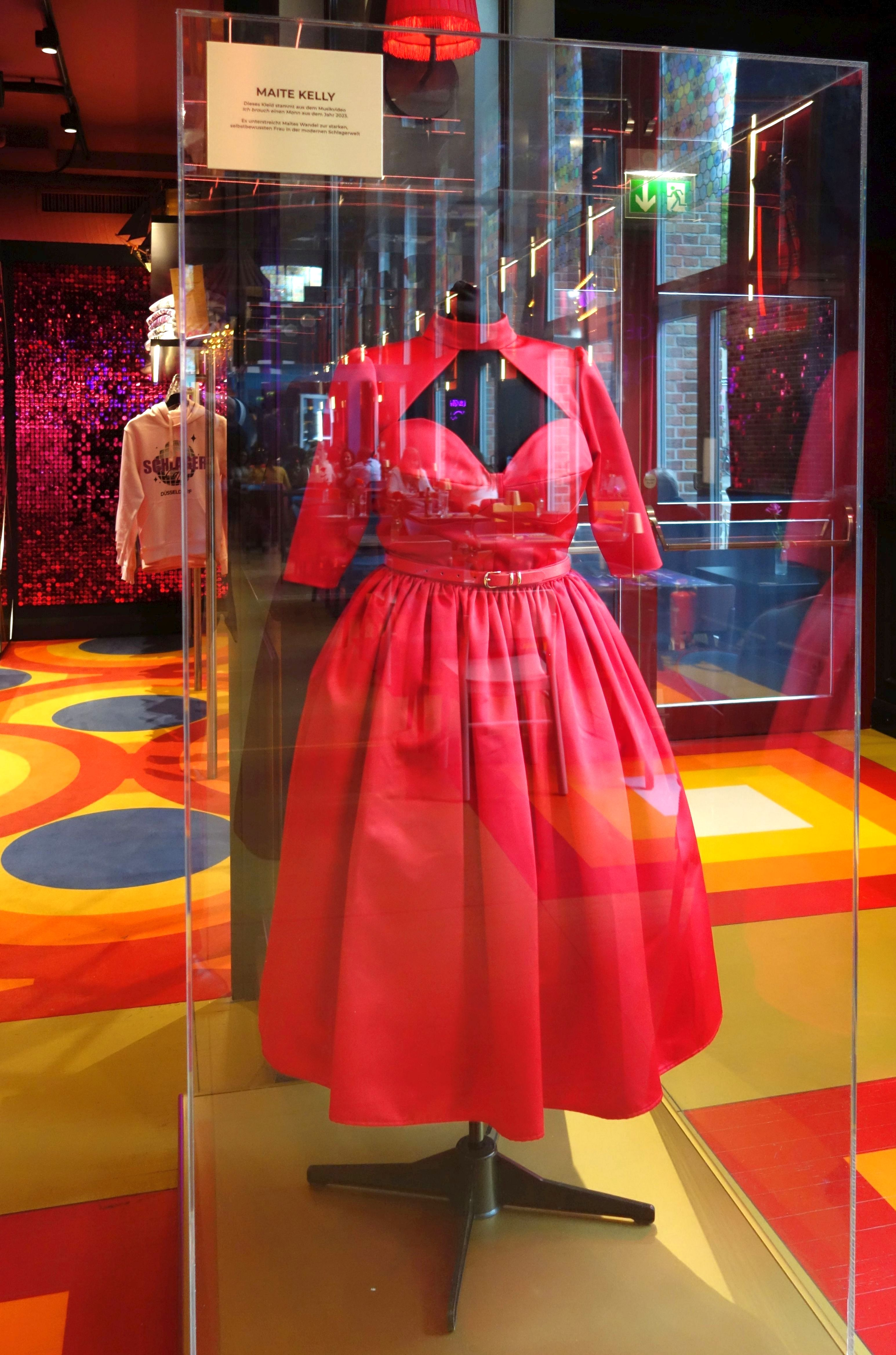
Kleid von Maite Kelly aus dem Musikvideo „Ich brauch einen Mann“ aus dem Jahr 2023
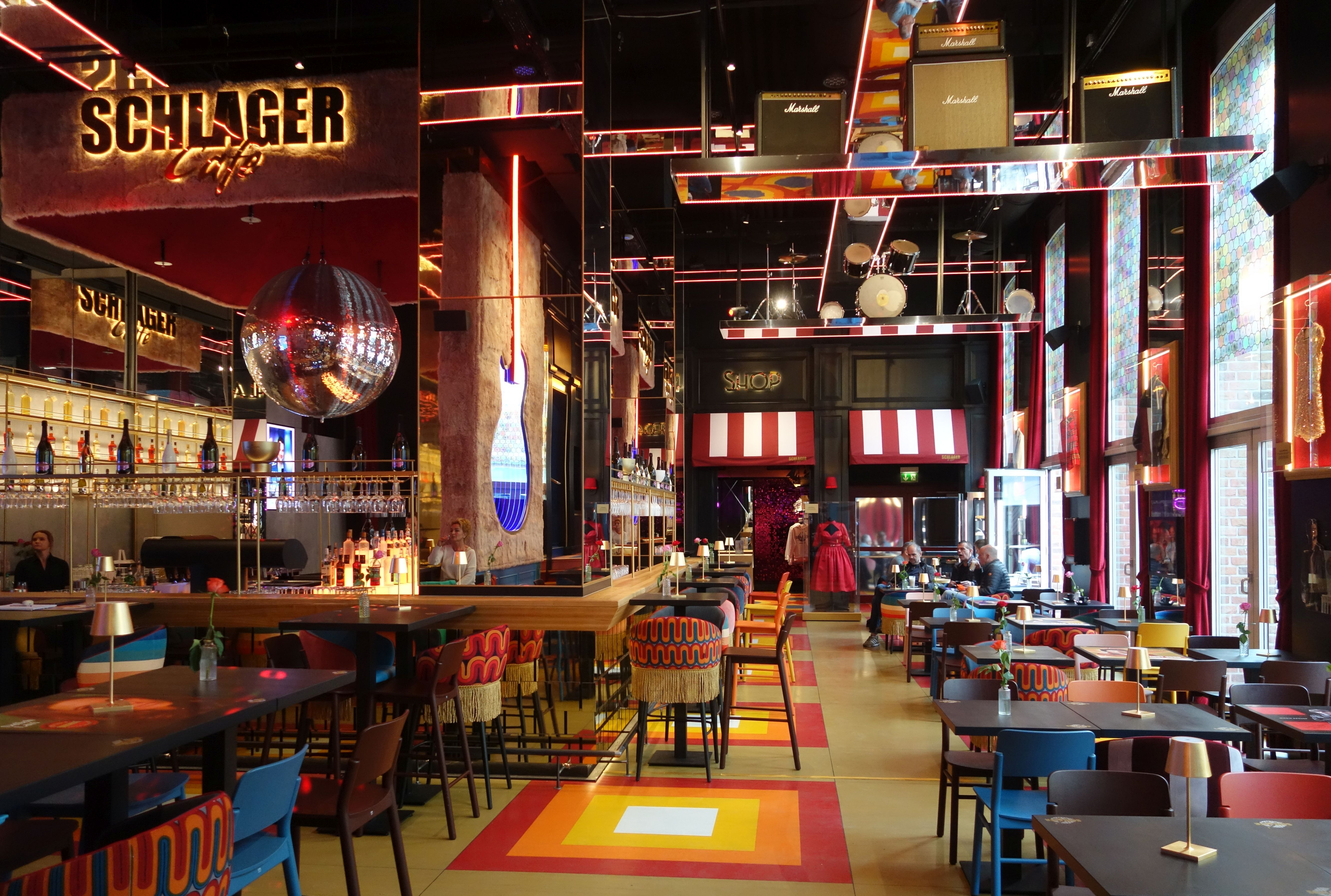
Teilansicht des Cafés

## Literatur

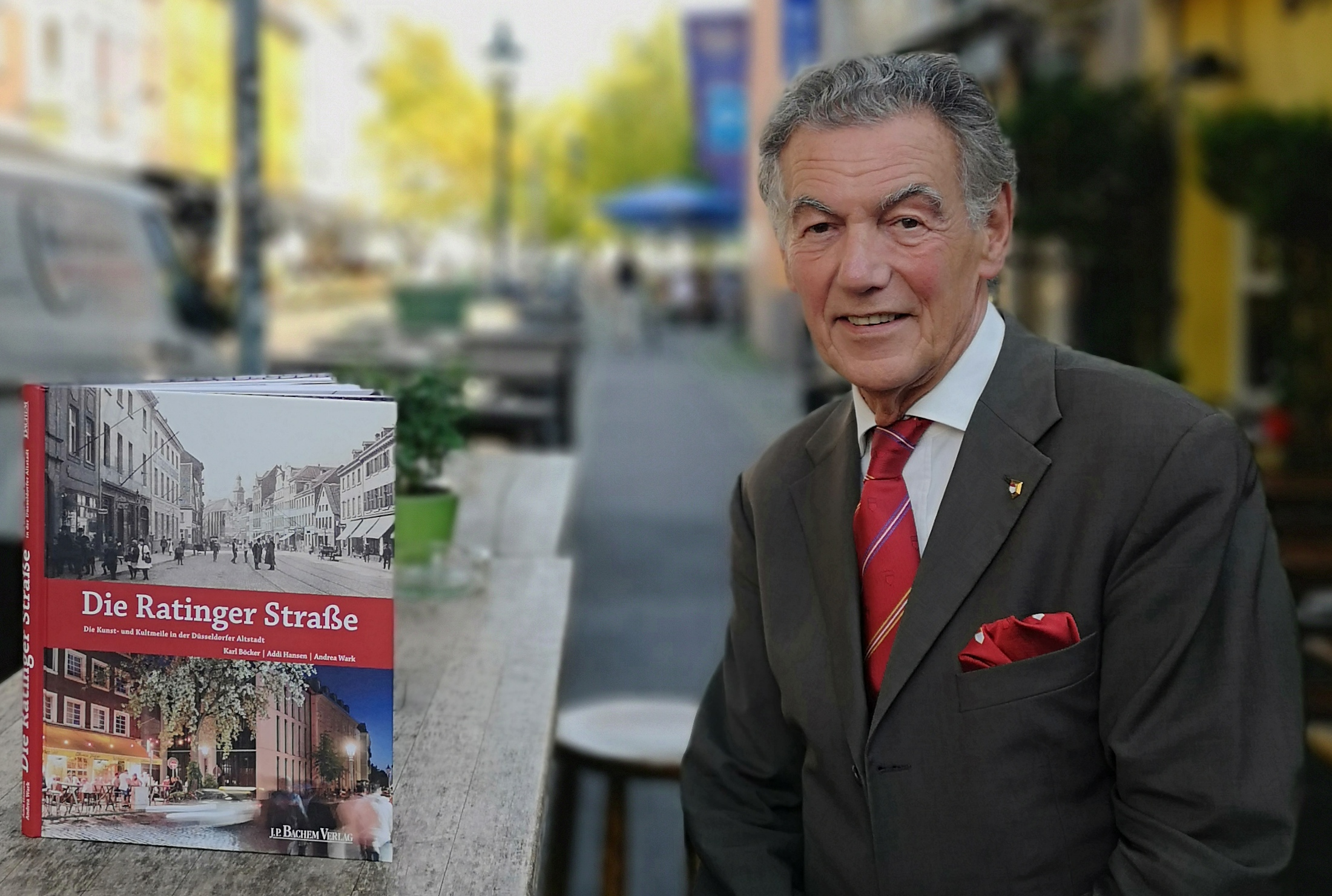
Wolfgang Rolshoven (Präsident der Düsseldorfer Jonges e. V.)